# Vladimir Nazor
Vladimir Nazor, hrvaški pedagog, politik, pesnik, esejist, romanopisec in prevajalec, * 30. maj 1876, Postira, † 19. junij 1949, Zagreb.

## Življenjepis
Osnovno šolo je obiskoval na otoku Braču Po končani gimnaziji v Splitu je nadaljeval študij naravoslovnih ved (matematike in fizike) na vseučilišču v Gradcu in Zagrebu. Diplomiral je leta 1902. Nato je služboval kot gimnazijski profesor v Zadru, od leta 1903 do 1918 pa v Istri. Upokojil se je leta 1933. Po upokojitvi pa je začel delati kot upravnik otroškega doma v Zagrebu. Med vojno je bil član predsedstva AVNOJa in predsednik ZAVNOHa. Akademik Nazor je bil častni doktor vseučilišča v Zagrebu. Po vojni pa je bil predsednik prezidija sabora Ljudske republike Hrvaške. Imel je velik vpliv na hrvaško književnost.

## Literarno delo
Vladimir Nazor je eden najpomembnejših hrvaških pesnikov v prvi polovici 20. stoletja. Izrazite etične in narodnostne ideje je nakazal v začetni poeziji (mitološki motivi v Slavenskih legendah, 1900) in ustvaril svoj osebni lirski stil že v prvi pesniški zbirki Lirika (1900). Pjesme u šikari, iz močvare i nad usjevima so nastale med prvo svetovno vojno in neposredno po njej, zato so v njej pesnikovi namigi na čas: na razpad ruske fronte, na slutnje izgube Istre in morda dela Dalmacije, na lakoto, ki je zajela pokrajine ob severnem Jadranu. Nazor na strah in tegobe odgovarja z udarnostjo in ogorčenostjo. Ne pozna pasivnosti in resignacije. V teh pesmih so že vse zasnove pesnikove kasnejše lirike: lirsko-refleksivno doživljane sveta, vezano na naravo, iz katere jemlje simbolne podobe, poudarjanje narodne identitete, ki obsega pravico do svobode in prihodnosti, in boj med dobrim in zlim, med nasiljem in svobodo, kjer je filozofsko-etnične probleme razrešuje tako, da si človek in narodna skupnost svojo pravico ustvarjata z dejavnostjo, z optimistično vero in zanosom. Pesnik s takšno duhovno strukturo se je upiral dekadentnemu valu modernizma, sprejemal pa njegov oblikovalni postopek z razgibanim verzom, z izrazito melodiko jetika, z bujnim ritmom, z gibčnim usklajevanjem sporočila z izvirnimi jezikovnimi sredstvi. Nazor je ostal pesnik življenjske moči in radosti, in čeprav zelo tankočuten za osebno doživljane, pesnik moralnega zdravja svojega hrvaškega naroda. 

## Priznanja
Poimenovanja
4. junija 1952 so v Ljubljani po njem poimenovali dotedanjo Frančiškansko ulico; od takrat se imenuje Nazorjeva ulica.

## Pregled najpomembnejših del
Poezija
- Slovanske legende
- Medved Brundo
- Zlatokrila raca
- Lirika
- Intima
- Ahasfer

Dela z zgodovinsko vsebino
- Veli Joža
- Istrska mesta
- Zgodbe z otoka

Romani
- Avtobiografski roman
- Pastir Loda

Iz partizanskega življenja
- Partizanske pesmi
- Kurir Loda
- S partizani 1943-1945

Prevodi
- iz Dantejevega Pekla
- iz finskega ljudskega epa Kalevale